# Anarchy (videogioco 1987)
Anarchy è un videogioco pubblicato nel 1987 per Commodore 64, ZX Spectrum e Amstrad CPC dalla Rack-It, etichetta editrice di titoli a basso costo facente capo alla Hewson. Si tratta di uno sparatutto con caratteristiche di rompicapo, che ottenne buone valutazioni dalla critica, soprattutto per la semplice ma buona giocabilità. L'ambientazione è fantascientifica e riguarda la repressione di una ribellione sul pianeta "Sentinel 4", ma tende all'astratto, con grafica perlopiù geometrica.

## Modalità di gioco
Il giocatore controlla un carro armato "ACE Mark 2 Interceptor" attraverso scenari con visuale dall'alto e scorrimento orizzontale, costituiti da labirinti con i muri formati da blocchi indistruttibili. Lo scopo di ogni livello è distruggere le casse di munizioni nemiche (blocchi di diverso aspetto) e quindi raggiungere l'uscita, che appare solo dopo aver eliminato tutti gli obiettivi. Il carro armato può muoversi e sparare nelle quattro direzioni, ma non può sparare a bruciapelo, quindi per colpire un blocco deve trovare una posizione da cui abbia spazio di manovra.
Per lo schema si aggirano i droidi nemici, letali al contatto; è possibile sparargli per stordirli temporaneamente e sparargli ulteriormente per spingerli via. In ogni livello c'è inoltre un limite di tempo. Ogni cinque livelli, tra gli obiettivi ci sono le armi nucleari nemiche, difese da un droide speciale che a differenza degli altri è in grado di inseguire direttamente il carro armato.